# قصور السلامية
قصور السلامية هي بلدة تراثية تقع في حوطة بني تميم، وتتصل مباشرة بطريق الملك عبد الله الرابط بين طريق الملك فهد والحلوة.

## الخلفية التاريخية
قصور السلامية هي بلدة تراثية في حوطة بني تميم بنيت منذ أكثر من مائتي عام، وهُجرت منذ أكثر من مائة وخمسين عاماً، وتعتبر البلدة وما تحتويه من مجموعة من القصور والمزارع بشوارعها الضيقة نموذجاً لبلدة تراثية تقليدية في المنطقة ولا تزال بقايا جدران وأسوار تلك القصور والمزارع بشوارعها موجودة إضافة إلى الأبراج المحيطة بالسور.

## التكوين المعماري
يتألف من مجموعة من البيوت السكنية والقصور والحصون والآبار والمقابر، وفي أعلى الجبل المجاور يتربع برج مكعب الشكل كان يُستخدم لرصد ومراقبة الأعداء من الجهتين الشمالية والجنوبية، وكذلك مراقبة الأراضي الزراعية ومراعي الأغنام والجمال. وقد هُجر من أكثر من مئة وخمسين عاماً. يتميز الحي بإتساعه وكثرة مبانيه وضخامتها وإرتفاع جدرانها، ووجود سور يحيط به. كما تتخذ مبانيه الشكل المستطيل وتتصف بتجاورها وكثر الآبار والسواني فيها، والتي طويت بالحجارة وتميزت باتساعها وعمقها، ويمكن ملاحظة وجود بعض الفتحات المثلثة الشكل، وبعض الأبراج المربعة المزودة بفتحات للمراقبة وإطلاق النار. وقد تم استخدام مواد البناء التقليدية في إنشاء الحي، حيث استخدم الطين كمادة أساسية في بناء الجدران، وقد تم استخدامه بطريقتين مختلفتين: ففي جدران المباني استخدم الطين على شكل لبن مصبوب بقوالب خشبية ومجفف بالشمس، وفي الأسوار والأبراج استخدمت مداميك الطين على مراحل متتالية وهي طريقة تعرف بالعروق، ويتم بناء الجدران على قواعد من الحجر، ثم تُليس بطبقة من الطين. وفي الأسقف تم استخدام سواري أفقية من جذوع أشجار الأثل، ثم يُرصف فوقها جريد النخل مع طبقة من الطين لعزل مياه الأمطار. لحقت الأضرار معظم المباني في الحي وأصابها التهدم.

### أهم المكونات
- أساسات من الحجر.
- الحوائط مبنية في صورة مداميك من الطين اللبن.
- المباني مغطاة بطبقة من لياسة خارجية من خليط الطين التبن.
- ارتفاع الاجزاء المتبقة من جدران القصر متباينة.
- المباني غير مستخدمة حالياً.[1]